# 첸무
첸무(중국어 정체자: 錢穆, 간체자: 钱穆, 병음: Qián Mù, 한자음: 전목, 1895년 7월 30일~1990년 8월 30일)는 중국의 역사학자, 철학자로 자는 빈쓰(중국어 정체자: 賓四, 간체자: 宾四, 병음: Bīnsì, 한자음: 빈사)이다. 20세기 중국 역사상 가장 위대한 역사가로 간주되며 뤼쓰몐, 천인커, 천위안과 함께 "중국 근대 4대 역사가" 중 한 사람으로 꼽힌다.
청나라 말기에 태어나 신해혁명과 중화민국 대륙 통치기를 겪었으며, 옌칭 대학, 칭화 대학에서 역사학과 사상사를 가르쳤다. 1949년에 중화인민공화국이 세워지자 영국령 홍콩으로 이주했으며, 홍콩 중문 대학의 전신인 신아서원 초대 원장 겸 교수로 활동했다. 1968년에 타이완 영주권을 취득하고 타이완에서 연구 활동을 하며 여생을 보냈다. 그는 중국의 역사, 사상, 문화에 대한 체계적인 연구 활동을 수행했으며, 이에 대한 80여권의 도서와 논문을 집필했다. 대표작으로 중국에 대한 애국적인 의지를 담아낸 중국 통사 서적인 《국사대강》이 있다.

## 저서
- 《논어문해》(論語文解, 1918)
- 《논어요약》(論語要略, 1925)
- 《맹자요약》(墨子要略, 1926)
- 《주공》(周公, 1929)
- 《묵자》(周公, 1930)
- 《왕수인》(王守仁, 1930)
- 《유향·흠 부자 연보》(劉向歆父子年譜, 1930)
- 《국학개론》(國學概論, 1931)
- 《혜시, 공손룡》(惠施、公孫龍, 1931)
- 《노자변》(老子辨, 1932)
- 《선진제자들의 시대》(先秦諸子繫年, 1935)
- 《중국 최근 300년 학술사》(中國近三百年學術史, 1937)
- 《국사대강》(國史大綱, 1940)
- 《청유학안》(淸儒學案, 1942)
- 《문화와 교육》(文化與敎育, 1942)
- 《중국문화사도론》(中國文化史導論, 1943)
- 《맹자연구》(孟子硏究, 1948)
- 《중국인의 종교사회와 인생관》(中國人之宗敎社會及人生觀, 1949)
- 《중국 사회의 진화》(中國社會演變, 1950)
- 《중국 지식분자》(中國知識份子, 1951)
- 《중국의 역사정신》(中國歷史精神, 1951)
- 《중국 역대 정치의 이득과 손실》(中國歷代政治得失, 1952)
- 《문화학 대의》(文化學大義, 1952)
- 《중국사상사》(中國思想史, 1952)
- 《국사신론》(國史新論, 1953)
- 《송명리학개술》(宋明理學槪述, 1953)
- 《사서석의》(四書釋義, 1953)
- 《황제》(黃帝, 1954)
- 《양명학술요》(陽明學述要, 1955)
- 《중국사상통속강화》(中國思想通俗講話, 1955)
- 《진한사》(秦漢史, 1957)
- 《양한의 경학금고문 비평》(兩漢經學今古文平議, 1958)
- 《민족과 문화》(民族與文化, 1960)
- 《중국역사연구법》(中國歷史研究法, 1961)
- 《사기지명고》(史記地名考, 1962)
- 《공자논어신편》(孔子論語新編, 1963)
- 《중국문학강의집》(中國文學講演集, 1963)
- 《중국문화 12강의》(中華文化十二講, 1968)
- 《중국문화의 전통적 잠재력》(中國文化傳統的潛力, 1968)
- 《사학도언》(史學導言, 1971)
- 《주자신학안》(朱子新學案, 1971)
- 《중국문화정신》(中國文化精神, 1971)
- 《중국사학명저》(中國史學名著, 1973)
- 《공자전》(孔子傳, 1974)
- 《공자와 논어》(孔子與論語, 1974)
- 《중국학술통의》(中國學術通義, 1975)
- 《세계 정세와 중국 문화》(世界局勢與中國文化, 1977)
- 《중국 역사의 관점에서 본 중국 민족성과 중국 문화》(從中國歷史來看中國民族性及中國文化, 1979)
- 《역사문화논총》(歷史與文化論叢, 1979)
- 《중국통사 참고자료》(中國通史參考資料, 1981)
- 《고대사지리논총》(古史地理論叢, 1982)
- 《중국문학논총》(中國文學論叢, 1982)
- 《현대중국학술토론》(現代中國學術論衡, 1984)
- 《중국사학발미》(中國史學發微, 1989)